# Synagogue de Châlons-en-Champagne

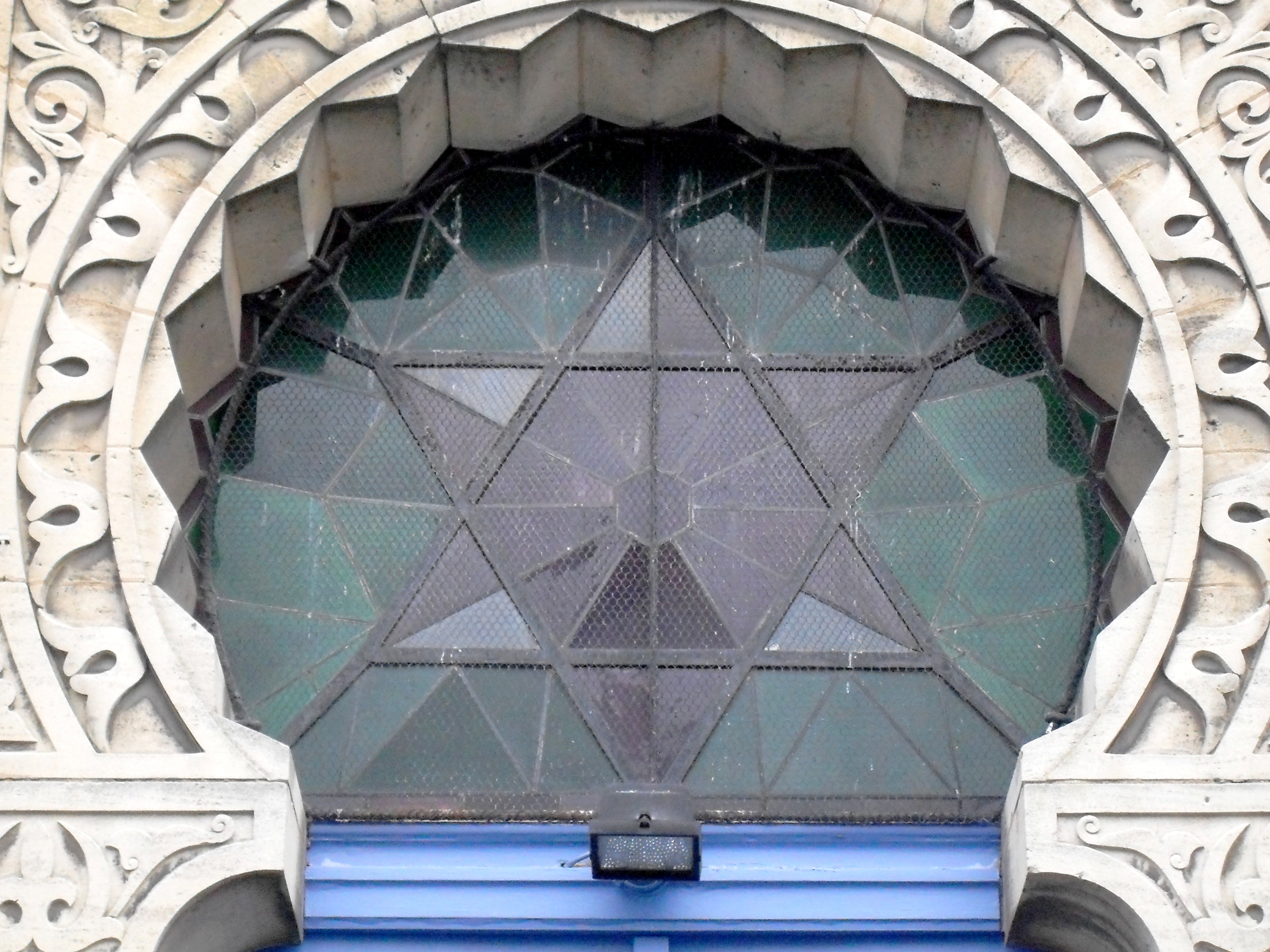
La rosace de la synagogue.

La synagogue de Châlons-en-Champagne est construite entre 1874 et 1875 sur les plans de l'architecte châlonnais Alexis Vagny (1821-1888), et inaugurée en septembre 1875. Elle ressemble à une petite église de style hispano-mauresque. Elle est située 21, rue Lochet à Châlons-en-Champagne dans la Marne (51).
Sur la façade figure un verset biblique en hébreu tiré du psaume 84 : 

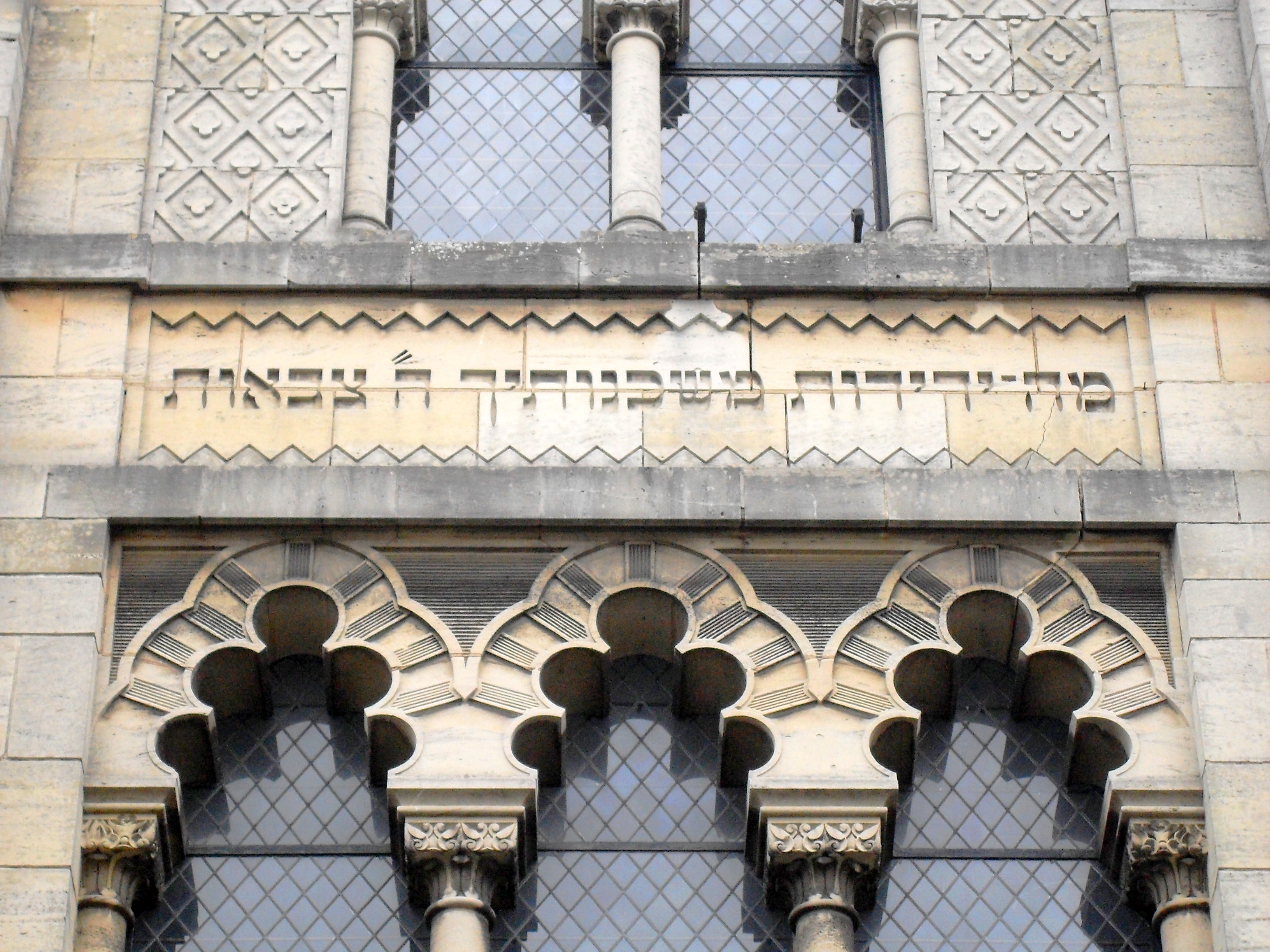
« Que tes demeures sont aimables ô Eternel Tsévaot! »
Cette synagogue est toujours en activité. Dans la même rue, juste en face, se trouve un temple protestant datant de la même époque (1880) d'architecture néogothique. La synagogue, y compris sa grille de clôture, a été inscrite au titre des Monuments historiques par arrêté du 22 mai 2024.

## Historique de la présence juive à Châlons-en-Champagne
La présence des juifs à Chalons remonterait au IIIe siècle. Quoi qu'il en soit, elle est attestée par des documents du XIe siècle.
Il existait à Châlons une école des disciples de Rachi, les Tossafistes. 
Les juifs ont été expulsés lors de la Guerre de Cent Ans, pour une durée de plusieurs siècles. Puis ils sont revenus après la Révolution française, au début du XIXe siècle. Après la Guerre franco-prussienne de 1870, les juifs d'Alsace-Lorraine qui ne voulaient pas devenir allemands sont venus s'installer en masse dans la région. 
Par la suite sont arrivés des juifs d'Europe centrale, et enfin, dans les années 1960, les juifs Pieds-Noirs d'Afrique du Nord. 
Les arrestations du 20 juillet 1942 sont l’équivalent dans la Marne de la rafle dite du Vel’ d’Hiv’ en région parisienne des 16 et 17 juillet. Une plaque commémorative a été apposée sur la façade de la synagogue et inaugurée le dimanche 18 juillet 1993.
Chaque année, en juillet, s'y déroule une cérémonie en mémoire des déportés.
Il est également possible de visiter la synagogue lors des Journées européennes du patrimoine.

### Curiosités d'intérêt juif
Il n'y a pas de cimetière israélite séparé à Châlons-en-Champagne, mais un carré israélite dans le cimetière de l'Est, rue Kellermann.
Il existe à Châlons-en-Champagne, une « rue de la petite juiverie » et une « rue des juifs » qui se trouvent à proximité de la rue Lochet.
Signalons également :
- une maison ancienne à colombages dite de la « Petite Juiverie », dans la rue du même nom ;
- un ancien mikvé ;
- des manuscrits hébraïques à la bibliothèque municipale.